# Micaria palmgreni
Micaria palmgreni är en spindelart som beskrevs av Jörg Wunderlich 1979. Micaria palmgreni ingår i släktet Micaria och familjen plattbuksspindlar.
Artens utbredningsområde är Finland. Inga underarter finns listade i Catalogue of Life.